# داوود غفاری
داوود غفاری (زاده ۱۳۳۳ تهران)از هنرپیشگان اهل ایران است.
وی لیسانس ادبیات از دانشگاه آزاد دارد. او دارای ۲ فرزند؛ یک دختر و یک پسر می‌باشد که مهندس هستند. داوود غفاری از سال ۱۳۵۲ به صورت حرفه‌ای وارد عرصه بازیگری شد و در تئاتر شروع به فعالیت کرد، سپس از طریق مجله "جوانان زمان" در یک انتخاب سراسری، توسط بخش هنری مجله انتخاب و به چند استودیو معرفی شد. وی در سال ۱۳۵۶ برای اولین بار در فیلم سینمایی «فریادرس» به کارگردانی عزیزالله رفیعی، به ایفای نقش پرداخت و در این فیلم با بهمن مفید و جمشید مهرداد همبازی شد.
داوود غفاری یکی از چهره‌های سینمایی قبل انقلاب است. این هنرمند در سال ۱۳۵۳ به اتفاق چند نفر از دوستانش یک گروه تئاتر تشکیل دادند.
در سال ۱۳۵۳ مجله هنری "جوانان" با دعوت مهدی ذکایی و حسینی که از مدیران هنری مجموعه بودند یک فراخوان مهم انتخاب بازیگر برگزار کرد که مورد توجه بسیاری از جوانان هنرمند قرار گرفت و از سراسر ایران در این فراخوان شرکت کردند که از میان آن‌ها سه نفر منتخب شدند و به استودیو‌های فیلمسازی معرفی شدند که داوود غفاری یکی از آن سه نفر بود. او پس از منتخب شدن توانست اولین قرارداد خود را با استودیو "مهرگان فیلم" ببندد و در فیلم «فریادرس» به کارگردانی عزیز رفیعی در نقش یک جوان مثبت در کنار بهمن مفید و جمشید مهرداد ایفای نقش کند.
بعد از حضور موفق‌اش در فیلم «فریادرس»، به دعوت استودیو آيت فیلم در فیلم «جنگ اطهر» به کارگردانی محمدعلی نجفی، در نقش ناظم مدرسه در کنار فرامرز قریبیان بازی کرد. در سال ۱۳۵۷ از طرف استودیو نادر فیلم وارد دو قرارداد شد؛ یکی فیلم سینمایی فریاد شرم و یکی فیلم سینمایی فرار از بند به کارگردانی نادر احمدی قانع که برایش شروع خوبی بود 
او در سال ۱۳۵۸ به همراه نادر احمدی قانع، اولین تئاتر بعد از انقلاب را تاسیس کردند و وی به عنوان بازیگر و مؤسس در آن فعالیت داشت و این مجموعه تا شروع جنگ تحمیلی فعالیت می‌کرد. داوود غفاری بعد از انقلاب در سال ۱۳۵۸ در فیلم سینمایی «خشم الهی» به کارگردانی عزیزالله رفیعی به ایفای نقش پرداخت.
این هنرمند بعد از سال‌ها وقفه مجدد به فضای بازیگری بازگشت و توانست در سال ۱۳۶۸ در سریال‌ «تلکس» که برای گروه برون مرزی صدا و سیما بود در کنار حسین معلومی و غلامرضا بنفشه‌خواه به ایفای نقش بپردازد و در همان سال در تله فیلم «قاچاق عتیقه» به کارگردانی فرامرز باصری بازی کرد.
این بازیگر در سال ‌۱۳۶۹ در فیلم تلویزیونی «صبحگاه خونین» به کارگردانی فرامرز باصری، نقش یک بلوچ را ایفا می‌کرد.
وی در سال ۱۳۷۰ به خاطر بازی در فیلم‌های پلیسی، از وزیر کشور وقت، لوح تقدیر و جایزه کتاب منشور انقلاب را دریافت کرد و به دعوت ارتش جمهوری اسلامی در فیلم سینمایی «۳۳۰ درجه» برای بازی در نقش اول انتخاب شد.

## بازیگری فیلم
- شهردار مدرسه (۱۳۷۶)
- فریب (۱۳۷۲)
- ۳۳۰ درجه (۱۳۷۱)
- صبحگاه خونین (۱۳۶۹)
- جنگ اطهر (۱۳۵۸)
- خشم الهی (۱۳۵۸)
- فرار از بند (۱۳۵۷)
- فریاد شرم (۱۳۵۷)
- فریادرس (۱۳۵۶)

## بازیگری سریال
- شیطان در خانه (۱۳۷۲)
- آینه عبرت (اپیزود افعی ۱۳۷۰)
- تلکس (۱۳۶۹)
- هشدارهای پلیس (۱۳۶۷)
- فراتر از مرگ
- آینه تاکسی